# (11063) Poynting
(11063) Poynting (1991 VC6) – planetoida z pasa głównego asteroid okrążająca Słońce w ciągu 4,34 lat w średniej odległości 2,66 j.a. Odkryta 2 listopada 1991 roku.